# Демократична партія пенсіонерів Словенії
Демократична партія пенсіонерів Словенії (словен. Demokratična stránka upokojencev Slovenije, також відома під абревіатурою DeSUS) — словенська політична партія на чолі з Карлом Ержавцем. DeSUS отримала 6,97% голосів на парламентських виборах 2011 р., таким чином, отримати 6 місць в Національній Асамблеї. Партія отримала 10,21% голосів на словенських парламентських виборах у липні 2014, отримавши 10 місць в парламенті.